# Escuela Monte Sinaí (Autauga)
La Escuela Monte Sinaí es una histórica escuela Rosenwald en el condado de Autauga, Alabama, al noroeste de Prattville.

## Descripción
El edificio con estructura de un piso fue construido en 1919 según los diseños de W.A Hazel para servir a la comunidad afroestadounidense local. El dinero para construirlo fue proporcionado por el Fondo Rosenwald. La escuela fue agregada al Registro de Monumentos y Patrimonio de Alabama el 2 de febrero de 2001. Posteriormente fue incluido en el Registro Nacional de Lugares Históricos el 29 de noviembre de 2001, como parte del Fondo de Construcción de Escuelas Rosenwald y la Presentación de Propiedades Múltiples de Edificios Asociados.